# نوویه بالگازی
نوویه بالگازی (به لاتین: Novyye Balgazy) یک منطقهٔ مسکونی در روسیه است که در باشقیرستان واقع شده‌است.